# Stazione di Umahori
La stazione di Umahori (馬堀駅?, Umahori-eki) è una stazione ferroviaria situata nella città di Kameoka, nella prefettura di Kyoto in Giappone. Si trova sulla linea principale San'in ed è utilizzata dai treni del servizio linea Sagano.

## Linee e servizi
JR West
■ Linea Sagano

## Caratteristiche
La stazione ferroviaria serve la linea Sagano che collega Kyoto con Kameoka, ed è costituita da due marciapiedi laterali con due binari passanti in superficie.
| 1 | ■ Linea Sagano | per Nijō e Kyoto                   |
| 2 | ■ Linea Sagano | per Kameoka, Sonobe, e Fukuchiyama |

## Stazioni adiacenti
| «                   | Servizio     | »            |
| Linea Sagano        | Linea Sagano | Linea Sagano |
| ------------------- | ------------ | ------------ |
| Hozukyō             | Locale       | Kameoka      |
| Il Rapido non ferma |              |              |